# Politiske partier i Frankrig
Politiske partier i Frankrig lister politiske partier i Frankrig.
Frankrig har et flerpartisystem med talrige partier, hvor det ofte er umuligt for et parti at vinde magten alene, og flere partier må derfor samarbejde for at danne koalitionsregeringer.

## Politiske partier og deres ledere i Frankrig

### Nationale partier
Herunder er en liste af partier som har national eller europæisk repræsentation, samt formænd i de lokale regioner eller departmentråd. 
Partierne er sorteret efter antal på medlemmer i Assemblée Nationale.
| Navn på dansk                          | Navn                              | Forkortelse | Formand/partileder                        | Politisk position                   | Ideologier                                                      | Repræsentater |
| -------------------------------------- | --------------------------------- | ----------- | ----------------------------------------- | ----------------------------------- | --------------------------------------------------------------- | --- |
| Republikken Fremad!                    | La République En Marche!          | REM         | Stanislas Guerini                         | Centrum                             | Liberalisme, Den Tredje Vej                                     | Assemblée Nationale:303 / 577 Senaten: 21 / 348 Europa-Parlament: 11 / 74 Region Formænd: 0 / 17 Departementsråds formænd: 0 / 101  |
| Republikanerne                         | Les Républicains                  | LR          | Christian Jacob                           | Centrum-højre                       | Konservatisme, Gaullisme, Kristendemokrati                      | Assemblée Nationale: 97 / 577 Senaten: 142 / 348 Europa-Parlament: 7 / 74 Region Formænd: 7 / 17 Departementsråds formænd: 44 / 101 |
| Demokratibevægelsen                    | Mouvement Démocrate               | MoDem       | François Bayrou                           | Centrum til centrum-højre           | Liberalisme, Socialliberalisme, Kristendemokrati                | Assemblée Nationale: 39 / 577 Senaten: 6 / 348 Europa-Parlament: 5 / 74 Region Formænd: 0 / 17 Departementsråds formænd: 1 / 101    |
| Socialist Partiet                      | Parti Socialiste                  | PS          | Olivier Faure                             | Centrum-venstre                     | Socialdemokratisme, socialliberalisme                           | Assemblée Nationale: 25 / 577 Senaten: 86 / 348 Europa-Parlament: 2 / 74 Region Formænd: 5 / 17 Departementsråds formænd: 27 / 101  |
| Det Ukuelige Frankrig                  | La France Insoumise               | FI          | Jean-Luc Mélenchon                        | Venstrefløj til yderste Venstrefløj | Demokratisk socialisme, Økosocialisme                           | Assemblée Nationale: 17 / 577 Senaten: 0 / 348 Europa-Parlament: 5 / 74 Region Formænd: 0 / 17 Departementsråds formænd: 0 / 101    |
| Franske Kommunistiske Parti            | Parti Communiste Français         | PCF         | Pierre Laurent                            | Venstrefløj til yderste Venstrefløj | Kommunisme, Marxisme                                            | Assemblée Nationale: 10 / 577 Senaten: 18 / 348 Europa-Parlament: 0 / 74 Region Formænd: 0 / 17 Departementsråds formænd: 1 / 101   |
| Den Radikale Bevægelse                 | Mouvement radical                 | MR          | Laurent Hénart og Sylvia Pinel            | Centrum                             | Socialliberalisme, Liberalisme                                  | Assemblée Nationale: 10 / 577 Senaten: 19 / 348 Europa-Parlament: 1 / 74 Region Formænd: 0 / 17 Departementsråds formænd: 0 / 101   |
| Handling                               | Agir                              | -           | -                                         | Centrum til centrum-højre           | Liberalisme, Socialliberalisme, Kristendemokrati                | Assemblée Nationale: 9 / 577 Senaten: 6 / 348 Europa-Parlament: 1 / 74 Region Formænd: 0 / 17 Departementsråds formænd: 0 / 101     |
| Venstrepartiet                         | Parti de Gauche                   | PG          | Eric Coquerel og Danielle Simonnet        | Venstrefløj                         | Demokratisk socialisme, Venstrepopulisme                        | Assemblée Nationale: 8 / 577 Senaten: 0 / 348 Europa-Parlament: 5 / 74 Region Formænd: 0 / 17 Departementsråds formænd: 0 / 101     |
| Nationale Samling                      | Rassemblement National            | RN          | Marine Le Pen                             | Højrefløj til yderste højrefløj     | Nationalisme, Euroskepticisme, Nationalkonservatisme            | Assemblée Nationale: 6 / 577 Senaten: 2 / 348 Europa-Parlament: 20 / 74 Region Formænd: 0 / 17 Departementsråds formænd: 0 / 101    |
| Centristerne                           | Les Centristes                    | LC          | Hervé Morin                               | Centrum til centrum-højre           | Centrisme, Konservativ liberalisme                              | Assemblée Nationale: 5 / 577 Senaten: 9 / 348 Europa-Parlament: 1 / 74 Region Formænd: 0 / 17 Departementsråds formænd: 0 / 101     |
| Cap21                                  | Cap21                             | LRC-Cap21   | Corinne Lepage                            | Centrum til Centrum-venstre         | Økologisme, Grøn liberalisme                                    | Assemblée Nationale: 4 / 577 Senaten: 0 / 348 Europa-Parlament: 0 / 74 Region Formænd: 0 / 17 Departementsråds formænd: 0 / 101     |
| Økologi Partiet                        | Parti Écologiste                  | PE          | François de Rugy                          | Centrum til Centrum-venstre         | Økologisme, Grøn ideologi, Grøn liberalisme                     | Assemblée Nationale: 3 / 577 Senatet: 1 / 348 Europa-Parlament: 0 / 74 Region Formænd: 0 / 17 Departementsråds formænd: 0 / 101     |
| For Korsika                            | Pè a Corsica                      | -           | Gilles Simeoni                            | Centrum-højre                       | Korsikansk nationalisme                                         | Assemblée Nationale: 3 / 577 Senatet: 0 / 348 Europa-Parlament: 0 / 74 Region Formænd: 0 / 17 Departementsråds formænd: 0 / 101     |
| Centrum Alliance                       | Alliance Centriste                | AC          | Jean Arthuis                              | Centrum                             | Centrisme, Liberalisme                                          | Assemblée Nationale: 2 / 577 Senaten: 9 / 348 Europa-Parlament: 0 / 74 Region Formænd: 0 / 17 Departementsråds formænd: 0 / 101     |
| Demokratiske Europa Styrke             | Force Européenne Démocrate        | FED         | Jean-Christophe Lagarde                   | Centrum-højre                       | Centrisme, Socialliberalisme                                    | Assemblée Nationale: 2 / 577 Senaten: 4 / 348 Europa-Parlament: 0 / 74 Region Formænd: 0 / 17 Departementsråds formænd: 0 / 101     |
| Sammen!                                | Ensemble !                        | -           | -                                         | Venstrefløj                         | Socialisme                                                      | Assemblée Nationale: 2 / 577 Senaten: 0 / 348 Europa-Parlament: 0 / 74 Region Formænd: 0 / 17 Departementsråds formænd: 0 / 101     |
| Europa Økologi - De Grønne             | Europe Écologie - Les Verts       | EELV        | David Cormand                             | Centrum-venstre                     | Økologisme, Grøn ideologi                                       | Assemblée Nationale: 1 / 577 Senaten: 10 / 348 Europa-Parlament: 9 / 74 Region Formænd: 0 / 17 Departementsråds formænd: 0 / 101    |
| Patrioterne                            | Les Patriotes                     | LP          | Florian Philippot                         | Højrefløj til yderste højrefløj     | Nationalisme, Euroskepticisme, Nationalkonservatisme, Gaullisme | Assemblée Nationale: 1 / 577 Senaten: 2 / 348 Europa-Parlament: 0 / 74 Region Formænd: 0 / 17 Departementsråds formænd: 0 / 101     |
| Republikanske og Socialistiske Venstre | Gauche Républicaine et Socialiste | GRS         | Emmanuel Maurel og Marie-Noëlle Lienemann | Venstrefløj                         | Socialisme, Euroskepticisme                                     | Assemblée Nationale: 1 / 577 Senaten: 1 / 348 Europa-Parlament: 1 / 74 Region Formænd: 0 / 17 Departementsråds formænd: 0 / 101     |
| Den Progressive Bevægelse              | Mouvement des Progressistes       | MdP         | Robert Hue                                | Venstrefløj                         | Demokratisk socialisme                                          | Assemblée Nationale: 1 / 577 Senaten: 1 / 348 Europa-Parlament: 0 / 74 Region Formænd: 0 / 17 Departementsråds formænd: 0 / 101     |
| Rejs jer for Frankrig                  | Debout la France                  | DLF         | Nicolas Dupont-Aignan                     | Højrefløj                           | Nationalkonservatisme, Gaullisme, Nationalisme                  | Assemblée Nationale: 1 / 577 Senaten: 0 / 348 Europa-Parlament: 0 / 74 Region Formænd: 0 / 17 Departementsråds formænd: 0 / 101     |
| Sydligaen                              | Ligue du Sud                      | LS          | Jacques Bompard                           | Højrefløj til yderste højrefløj     | Nationalisme, Euroskepticisme, Nationalkonservatisme            | Assemblée Nationale: 1 / 577 Senaten: 0 / 348 Europa-Parlament: 0 / 74 Region Formænd: 0 / 17 Departementsråds formænd: 0 / 101     |
| Venstre-Demokratisk Initiativ          | Initiative Démocratique de Gauche | -           | -                                         | Centrum-venstre                     | Socialdemokratisme                                              | Assemblée Nationale: 1 / 577 Senaten: 0 / 348 Europa-Parlament: 0 / 74 Region Formænd: 0 / 17 Departementsråds formænd: 0 / 101     |
| Borger og Republikanske Bevægelse      | Mouvement Républicain et Citoyen  | MRC         | Jean-Luc Laurent                          | Venstrefløj                         | Demokratisk socialisme, Gaullisme                               | Assemblée Nationale: 1 / 577 Senaten: 0 / 348 Europa-Parlament: 0 / 74 Region Formænd: 0 / 17 Departementsråds formænd: 0 / 101     |
| Styrken af 13                          | La Force du 13                    | LFD13       | Jean-Noël Guérini                         | Centrum-venstre                     | Socialdemokratisme                                              | Assemblée Nationale: 0 / 577 Senatet: 2 / 348 Europa-Parlament: 0 / 74 Region Formænd: 0 / 17 Departementsråds formænd: 0 / 101     |
| Det Moderne Venstre                    | La Gauche Moderne                 | LGM         | Jean-Marie Bockel                         | Centrum                             | Socialliberalisme                                               | Assemblée Nationale: 0 / 577 Senaten: 1 / 348 Europa-Parlament: 0 / 74 Region Formænd: 0 / 17 Departementsråds formænd: 0 / 101     |
| Generationsborgerene                   | Génération Citoyens               | GC          | Jean-Marie Cavada                         | Centrum til centrum-højre           | Socialliberalisme, Liberalisme                                  | Assemblée Nationale: 0 / 577 Senaten: 1 / 348 Europa-Parlament: 0 / 74 Region Formænd: 0 / 17 Departementsråds formænd: 0 / 101     |
| Demokrati og Republikken               | Démocratie et République          | -           | -                                         | Centrum                             | -                                                               | Assemblée Nationale: 0 / 577 Senaten: 1 / 348 Europa-Parlament: 0 / 74 Region Formænd: 0 / 17 Departementsråds formænd: 0 / 101     |
| Generation S.                          | Génération.s                      | -           | Benoît Hamon                              | Centrum-venstre                     | Socialdemokratisme, Økologisme                                  | Assemblée Nationale: 0 / 577 Senaten: 0 / 348 Europa-Parlament: 0 / 74 Region Formænd: 0 / 17 Departementsråds formænd: 1 / 101     |